# Alexander Samsonow (Dokumentarfilmer)
Alexander Samsonow (* Dezember 1944) ist ein deutscher Dokumentarfilmer.

## Leben
Alexander Samsonow wuchs in München auf und arbeitete zunächst als freier Mitarbeiter, später als festangestellter Redakteur für den Bayerischen Rundfunk. Er lebt als freier Autor in München.
Seit 1971 drehte Samsonow Dokumentarfilme für die Sendereihe Unter unserem Himmel. Seine Kalendernotizen beschäftigten sich jeweils passend zur Jahreszeit oder bestimmten Festtagen mit Landschaften, ihren Menschen und bayerischem Brauchtum.

## Werke (Auszug)
- Granit – Urgestein
- Damals... Holzschuhe und Rechen
- Heimatwelten: Ein Stück Erde
- Die Donau (siebenteilige Reihe)
- Die Insel Frauenchiemsee
- Kochgeschichten – Frühling in der Toskana
- Das Fichtelgebirge
- Sandsteinfarben – Erinnerung an Bayreuth
- Leben am Fluss
- Die Altmühl bei Solnhofen
- Ein niederbayerisches Familienalbum
- Besuch in Coburg